# Lista över katalpaväxternas släkten
Detta är en lista över släkten i familjen katalpaväxter alfabetiskt ordnad efter de vetenskapliga namnen.

## A
| Vetenskapligt namn | Auktor          | Svenskt namn | Källa |
| ------------------ | --------------- | ------------ | ----- |
| Adenocalymna       | Mart. ex Meisn. |              | ITIS  |
| Amphilophium       | Kunth           |              | ITIS  |
| Amphitecna         | Miers           |              | ITIS  |
| Anemopaegma        | overifierad     |              | ITIS  |
| Argylia            | D.Don           |              | IPNI  |
| Arrabidaea         | DC.             |              | SKUD  |
| Astianthus         | D.Don           |              | IPNI  |

## B
| Vetenskapligt namn | Auktor   | Svenskt namn | Källa |
| ------------------ | -------- | ------------ | ----- |
| Barnettia          | Santisuk |              | IPNI  |
| Bignonia           | L.       |              | SKUD  |

## C
| Vetenskapligt namn | Auktor          | Svenskt namn        | Källa |
| ------------------ | --------------- | ------------------- | ----- |
| Callichlamys       | Miq.            |                     | IPNI  |
| Campsidium         | Seem.           |                     | IPNI  |
| Campsis            | Lour.           | trumpetrankesläktet | SKUD  |
| Catalpa            | Scop.           | katalpasläktet      | NRM   |
| Catophractes       | D.Don           |                     | IPNI  |
| Ceratophytum       | Pittier         |                     | ITIS  |
| Chilopsis          | D.Don           |                     | ITIS  |
| Clytostoma         | Miers ex Bur.   |                     | IPNI  |
| Colea              | Bojer ex Meisn. |                     | IPNI  |
| Crescentia         | L.              | kalebassträdsläktet | SKUD  |
| Cuspidaria         | DC.             |                     | IPNI  |
| Cybistax           | Meissn.         |                     | SKUD  |
| Cydista            | Miers           |                     | ITIS  |

## D
| Vetenskapligt namn    | Auktor          | Svenskt namn | Källa |
| --------------------- | --------------- | ------------ | ----- |
| Delostoma             | D.Don           |              | IPNI  |
| Deplanchea            | Vieill.         |              | IPNI  |
| Digomphia             | Benth.          |              | IPNI  |
| Dinklageodoxa         | Heine&Sandwith  |              | IPNI  |
| Distictella           | Kuntze          |              | ITIS  |
| Distictis             | Mart. ex Meisn. |              | ITIS  |
| Dolichandra           | Cham.           |              | IPNI  |
| Dolichandrone         | (Frenzl) Seem.  |              | ITIS  |
| Doxantha → Macfadyena |                 |              | SKUD  |

## E
| Vetenskapligt namn | Auktor    | Svenskt namn       | Källa |
| ------------------ | --------- | ------------------ | ----- |
| Eccremocarpus      | Ruiz&Pav. | fackelrankesläktet | SKUD  |
| Ekmanianthe        | Urb.      |                    | IPNI  |

## F
| Vetenskapligt namn | Auktor         | Svenskt namn | Källa |
| ------------------ | -------------- | ------------ | ----- |
| Fernandoa          | Welw. ex Seem. |              | IPNI  |
| Fridericia         | Mart.          |              | IPNI  |

## G
| Vetenskapligt namn | Auktor   | Svenskt namn | Källa |
| ------------------ | -------- | ------------ | ----- |
| Gardnerodoxa       | Sandwith |              | IPNI  |
| Glaziova           | Bur.     |              | IPNI  |
| Godmania           | Hemsl.   |              | IPNI  |

## H
| Vetenskapligt namn | Auktor  | Svenskt namn | Källa |
| ------------------ | ------- | ------------ | ----- |
| Haplolophium       | Endl.   |              | IPNI  |
| Haplophragma       | Dop     |              | IPNI  |
| Heterophragma      | DC.     |              | IPNI  |
| Hieris             | Steenis |              | IPNI  |

## I
| Vetenskapligt namn | Auktor | Svenskt namn       | Källa |
| ------------------ | ------ | ------------------ | ----- |
| Incarvillea        | Juss.  | inkarvilleasläktet | SKUD  |

## J
| Vetenskapligt namn | Auktor | Svenskt namn | Källa |
| ------------------ | ------ | ------------ | ----- |
| Jacaranda          | Juss.  |              | SKUD  |

## K
| Vetenskapligt namn | Auktor | Svenskt namn | Källa |
| ------------------ | ------ | ------------ | ----- |
| Kigelia            | DC.    |              | SKUD  |

## L
| Vetenskapligt namn | Auktor     | Svenskt namn | Källa |
| ------------------ | ---------- | ------------ | ----- |
| Lamiodendron       | Steenis    |              | IPNI  |
| Leucocalantha      | Barb.Rodr. |              | IPNI  |
| Lundia             | DC.        |              | IPNI  |

## M
| Vetenskapligt namn | Auktor             | Svenskt namn | Källa |
| ------------------ | ------------------ | ------------ | ----- |
| Macfadyena         | A.DC.              |              | SKUD  |
| Macranthisiphon    | Bureau ex K.Schum. |              | IPNI  |
| Manaosella         | J.C.Gomes          |              | IPNI  |
| Mansoa             | DC.                |              | SKUD  |
| Markhamia          | Seem. ex Baill.    |              | IPNI  |
| Martinella         | Baill.             |              | ITIS  |
| Melloa             | Bur.               |              | IPNI  |
| Memora             | Miers              |              | IPNI  |
| Millingtonia       | L.f.               |              | IPNI  |
| Mussatia           | Bureau ex Baill.   |              | IPNI  |

## N
| Vetenskapligt namn | Auktor        | Svenskt namn | Källa |
| ------------------ | ------------- | ------------ | ----- |
| Neojobertia        | Baill.        |              | IPNI  |
| Neosepicaea        | Diels         |              | IPNI  |
| Newbouldia         | Seem.         |              | IPNI  |
| Nyctocalos         | Teijsm.&Binn. |              | IPNI  |

## O
| Vetenskapligt namn | Auktor    | Svenskt namn | Källa |
| ------------------ | --------- | ------------ | ----- |
| Ophiocolea         | H.Perrier |              | IPNI  |
| Oroxylum           | Vent.     |              | SKUD  |

## P
| Vetenskapligt namn | Auktor             | Svenskt namn     | Källa |
| ------------------ | ------------------ | ---------------- | ----- |
| Pajanelia          | DC.                |                  | IPNI  |
| Pandorea           | (Endl.) Spach      | pandoreasläktet  | SKUD  |
| Parabignonia       | Bureau ex K.Schum. |                  | IPNI  |
| Paragonia          | Bureau             |                  | ITIS  |
| Paratecoma         | Kuhlm.             |                  | IPNI  |
| Parmentiera        | DC.                |                  | ITIS  |
| Pauldopia          | Steenis            |                  | IPNI  |
| Perianthomega      | Bureau ex Baill.   |                  | IPNI  |
| Periarrabidaea     | A.Samp.            |                  | IPNI  |
| Perichlaena        | Baill.             |                  | IPNI  |
| Phaedranthus       | Miers              |                  | SKUD  |
| Phryganocydia      | Mart. ex Baill.    |                  | IPNI  |
| Phyllarthron       | DC. ex Meisn.      |                  | IPNI  |
| Phylloctenium      | Baill.             |                  | IPNI  |
| Piriadacus         | Pichon             |                  | IPNI  |
| Pithecoctenium     | Mart. ex Meisn.    |                  | ITIS  |
| Pleonotoma         | Miers              |                  | IPNI  |
| Podranea           | Sprague            |                  | SKUD  |
| Potamoganos        | Sandwith           |                  | IPNI  |
| Pseudocalymma      | overifierad        |                  | ITIS  |
| Pseudocatalpa      | A.H.Gentry         |                  | IPNI  |
| Pyrostegia         | K.Presl            | flamrankesläktet | ITIS  |

## R
| Vetenskapligt namn | Auktor        | Svenskt namn   | Källa |
| ------------------ | ------------- | -------------- | ----- |
| Radernachera       | Zoll.&Moritzi | rumsasksläktet | SKUD  |
| Rhigozum           | Burch.        |                | IPNI  |
| Rhodocolea         | Baill.        |                | IPNI  |
| Roentgenia         | Urb.          |                | IPNI  |
| Romeroa            | Dugand        |                | IPNI  |
| Roseodendron       | F.Miranda     |                | ITIS  |

## S
| Vetenskapligt namn | Auktor                     | Svenskt namn | Källa |
| ------------------ | -------------------------- | ------------ | ----- |
| Saritaea           | Dugand                     |              | ITIS  |
| Schlegelia         | Miq.                       |              | ITIS  |
| Sparattosperma     | Mart. ex DC.               |              | IPNI  |
| Spathicalyx        | J.C.Gomes                  |              | IPNI  |
| Spathodea          | Beauv.                     |              | ITIS  |
| Sphingiphila       | A.H.Gentry                 |              | IPNI  |
| Spirotecoma        | (Baill.) Dalla Torre&Harms |              | IPNI  |
| Stereospermum      | Cham.                      |              | SKUD  |
| Stizophyllum       | Miers                      |              | IPNI  |

## T
| Vetenskapligt namn | Auktor        | Svenskt namn       | Källa |
| ------------------ | ------------- | ------------------ | ----- |
| Tabebuia           | Gomes ex DC.  |                    | ITIS  |
| Tanaecium          | Sw.           |                    | IPNI  |
| Tecoma             | Juss.         | trumpetbusksläktet | SKUD  |
| Tecomanthe         | Baill.        |                    | IPNI  |
| Tecomaria          | (Endl.) Spach |                    | SKUD  |
| Tecomella          | Seem.         |                    | IPNI  |
| Tourrettia         | DC.           |                    | IPNI  |
| Tymanthus          | overifierad   |                    | ITIS  |
| Tynanthus          | Miers         |                    | SKUD  |

## U
| Vetenskapligt namn | Auktor | Svenskt namn | Källa |
| ------------------ | ------ | ------------ | ----- |
| Urbanolophium      | Melch. |              | IPNI  |

## X
| Vetenskapligt namn | Auktor  | Svenskt namn | Källa |
| ------------------ | ------- | ------------ | ----- |
| Xylophragma        | Sprague |              | IPNI  |

## Z
| Vetenskapligt namn | Auktor | Svenskt namn | Källa |
| ------------------ | ------ | ------------ | ----- |
| Zeyheria           | Mart.  |              | IPNI  |

## Auktorkällor
- IPNI - International Plant Names Index
- ITIS - Integrated Taxonomic Information System
- NRM - Naturhistoriska riksmuseets checklista
- SKUD - Svensk kulturväxtdatabas